# 錫比提
錫比提是剛果共和國的城鎮，也是萊庫穆省的首府，位於該國西南部，海拔高度450米，每年平均降雨量1,505毫米，鎮上有機場設施，2010年人口估計約22,380。
3°41′S 13°21′E / 3.683°S 13.350°E